# The Best of BTS
The Best of BTS è la terza compilation del gruppo sudcoreano BTS, pubblicata il 6 gennaio 2017 in due edizioni, una in lingua coreana e una in lingua giapponese. Ciascuna comprende al suo interno i brani pubblicati dal gruppo dal 2013 al 2016, e ha un'edizione limitata cui si aggiunge un DVD con i video musicali.

## Tracce

### Edizione coreana
CD
1. No More Dream – 3:42 (Pdogg, "Hitman" Bang, Rap Monster, Suga, J-Hope, Supreme Boi, Jung Kook)
2. We Are Bulletproof Pt. 2 – 3:45 (Pdogg, "Hitman" Bang, Supreme Boi, Rap Monster, Suga, Jung Kook, J-Hope)
3. N.O – 3:30 (Pdogg, "Hitman" Bang, Rap Monster, Suga, Supreme Boi)
4. Boy in Luv (상남자?, SangnamjaLR) – 3:50 (Pdogg, "Hitman" Bang, Rap Monster, Suga, Supreme Boi)
5. Just One Day (하루만?, HarumanLR) – 4:00 (Pdogg, Rap Monster, Suga, J-Hope)
6. Danger – 4:05 (Pdogg, Thanh Bui, "Hitman" Bang, Rap Monster, Suga, J-Hope)
7. War of Hormone (호르몬 전쟁?, Horeumon jeonjaengLR) – 4:26 (Pdogg, Supreme Boi, Rap Monster, Suga, J-Hope)
8. I Need U – 3:31 (Pdogg, "Hitman" Bang, Rap Monster, Suga, J-Hope, Brother Su)
9. Dope (쩔어?, Jjeor-eoLR) – 4:00 (Slow Rabbit, Gwotbangmang-i, "Hitman" Bang, Rap Monster, Suga, J-Hope)
10. Run – 3:57 (Pdogg, "Hitman" Bang, Rap Monster, Suga, V, Jung Kook, J-Hope)
11. Epilogue: Young Forever – 2:52 (Slow Rabbit, Rap Monster, "Hitman" Bang, Suga, J-Hope)
12. Fire (불타오르네?, Bulta-oreuneLR) – 3:23 (Pdogg, "Hitman" Bang, Rap Monster, Suga, Devine Channel)
13. Save Me – 3:19 (Pdogg, Ray Michael Djan Jr, Ashton Foster, Samantha Harper, Rap Monster, Suga, J-Hope)
14. Blood Sweat & Tears (피 땀 눈물?, Pi ttam nunmulLR) – 3:37 (Pdogg, Rap Monster, Suga, J-Hope, "Hitman" Bang, Kim Do-hoon)

DVD
1. No More Dream M/V – 3:42
2. We Are Bulletproof Pt. 2 M/V – 3:45
3. N.O M/V – 3:30
4. Boy In Luv M/V (상남자?, SangnamjaLR) – 3:50
5. Just One Day M/V (하루만?, HarumanLR) – 4:00
6. Danger M/V – 4:05
7. War Of Hormone M/V – 4:26
8. I Need U M/V – 3:31
9. Dope M/V (쩔어?, Jjeor-eoLR) – 4:00
10. Run M/V – 3:57
11. Epilogue: Young Forever M/V – 2:52
12. Fire M/V (불타오르네?, BultaoreuneLR) – 3:23
13. Save Me M/V – 3:19
14. Blood Sweat & Tears M/V (피 땀 눈물?, Pi ttam nunmulLR) – 3:37

### Edizione giapponese
CD
1. No More Dream (Japanese Ver.) – 3:42 (Pdogg, "Hitman" Bang, Rap Monster, Suga, J-Hope, Supreme Boi, Jung Kook)
2. Boy In Luv (Japanese Ver.) – 3:50 (Pdogg, "Hitman" Bang, Rap Monster, Suga, Supreme Boi)
3. Danger (Japanese Ver.) – 4:05 (Pdogg, Thanh Bui, "Hitman" Bang, Rap Monster, Suga, J-Hope)
4. Attack on Bangtan (進撃の防弾 (Shingeki no bōdan?)) – 4:07 (Pdogg, Rap Monster, Suga, J-Hope, Supreme Boi)
5. Miss Right (Japanese Ver.) – 4:04 (Pdogg, Slow Rabbit, "Hitman" Bang, Suga, J-Hope)
6. Iine! Pt.2 ~Ano bashode~ (いいね！Pt.2～あの場所で～ (Ī ne! Pt.2～Ano basho de～?)) – 3:55 (Slow Rabbit, Pdogg, Rap Monster, Suga, J-Hope)
7. For You – 4:39 (Uta, Hiro, Rap Monster, Suga, J-Hope, Pdogg)
8. War of Hormone (Japanese Ver.) – 4:28 (Pdogg, Supreme Boi, Rap Monster, Suga, J-Hope)
9. I Need U (Japanese Ver.) – 3:33 (Pdogg, Hitman Bang, Rap Monster, Suga, J-Hope, Brother Su)
10. Dope (Japanese Ver.) (超ヤベー (Chō yabē?)) – 4:05 (Pdogg, Ear Attack, Hitman Bang, Rap Monster, Suga, J-Hope)
11. Run (Japanese Ver.) – 3:55 (Pdogg, Hitman Bang, Rap Monster, Suga, V, Jung Kook, J-Hope)
12. Fire (Japanese Ver.) – 3:24 (Pdogg, "Hitman" Bang, Rap Monster, Suga, Devine Channel)
13. Save Me (Japanese Ver.) – 3:19 (Pdogg, Ray Michael Djan Jr, Ashton Foster, Samantha Harper, Rap Monster, Suga, J-Hope)
14. Epilogue: Young Forever (Japanese Ver.) – 2:54 (Slow Rabbit, Rap Monster, "Hitman" Bang, Suga, J-Hope)

DVD
1. No More Dream (Japanese Ver.) MV – 4:50
2. Boy In Luv (Japanese Ver.) MV – 4:42
3. Danger (Japanese Ver.) MV – 4:46
4. For You MV – 5:07
5. I Need U (Japanese Ver.) MV – 3:56
6. Run (Japanese Ver.) MV – 3:50
7. Behind The Photo Shooting – 14:48

## Formazione
- Jin – voce
- Suga – voce, rap
- J-Hope – voce, rap
- Rap Monster – voce, rap
- Jimin – voce
- V – voce
- Jung Kook – voce

## Successo commerciale
L'edizione coreana ha venduto oltre 25 601 copie nella prima settimana di disponibilità ed è stata certificata disco d'Oro dalla RIAJ a gennaio 2020 per aver superato le 100 000 unità, mentre l'edizione giapponese ha venduto oltre 20 877 copie nella stessa finestra temporale.

## Classifiche
| Classifica (2017)              | Posizione massima |
| ------------------------------ | ----------------- |
| Giappone (edizione coreana)    | 5                 |
| Giappone (edizione giapponese) | 6                 |